# يوم إلبه

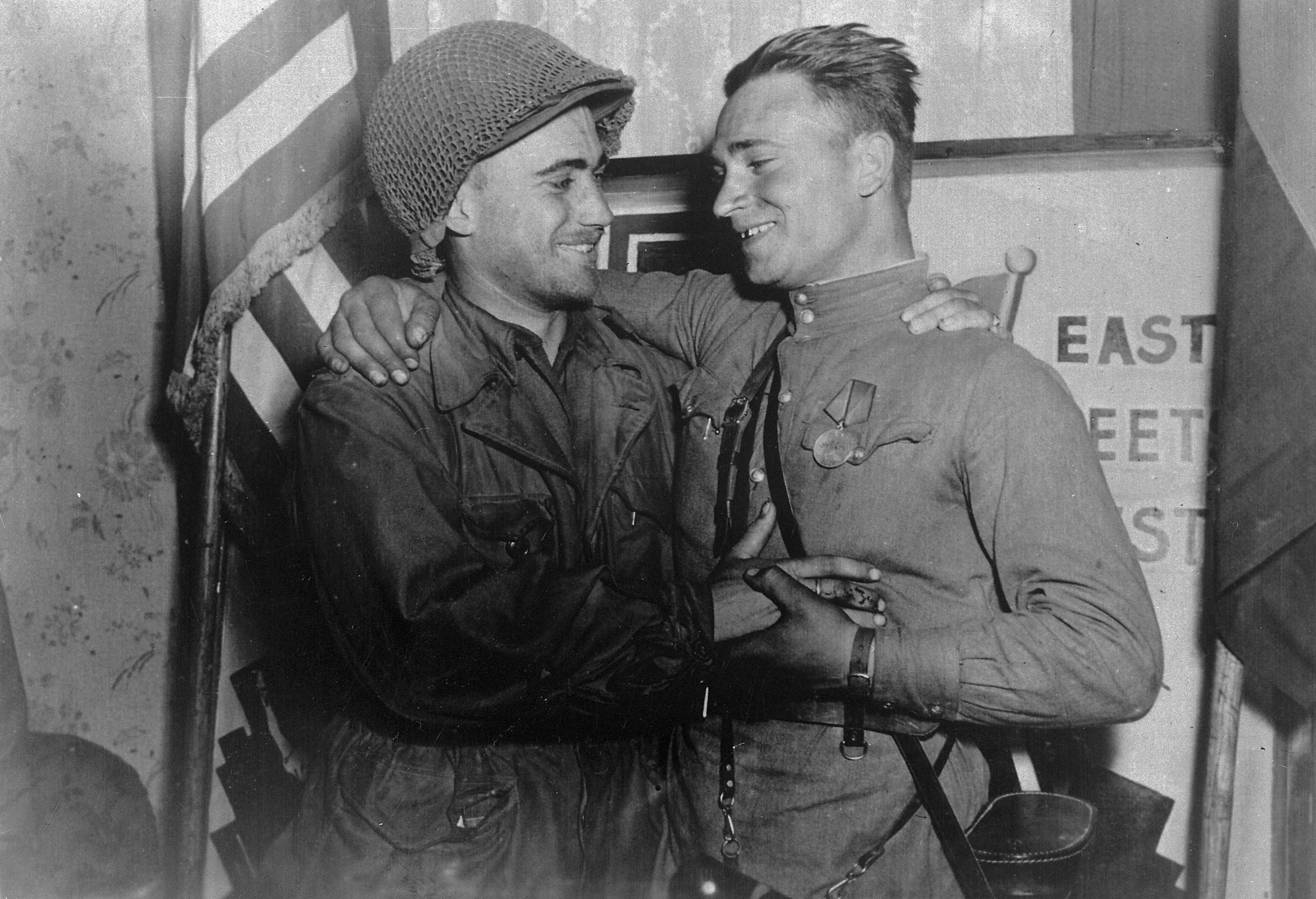
في صورة مرتبة لإحياء ذكرى اجتماع الجيشين السوفيتي والأمريكي، يقف الملازم الثاني ويليام روبرتسون (الجيش الأمريكي) والملازم ألكسندر سيلفاشكو (الجيش الأحمر) في مواجهة بعضهما البعض ويداهما مشبوكة وذراعاهما حول أكتاف بعضهما البعض. في الخلفية علمان وملصق.

يوم إلبه، 25 أبريل 1945، هو اليوم الذي اجتمعت فيه القوات السوفيتية والأمريكية في نهر إلبه، بالقرب من تورجاو في ألمانيا، مما يمثل خطوة مهمة نحو نهاية الحرب العالمية الثانية في أوروبا. هذا الاتصال بين السوفييت، المتقدمين من الشرق، والأمريكيين، من الغرب، يعني أن القوتين قد قسمتا ألمانيا فعليًا إلى قسمين.
لم يكن يوم إلبه يومًا عطلة رسمية في أي بلد، ولكن في السنوات التي تلت عام 1945، اكتسبت ذكرى هذا اللقاء الودي أهمية جديدة في سياق الحرب الباردة بين الولايات المتحدة والاتحاد السوفيتي.

## التاريخ
حدث أول اتصال بين الدوريات الأمريكية والسوفيتية بالقرب من شتريلا، بعد أن عبر الملازم أول ألبرت كوتزيبو، جندي أمريكي، نهر إلبه في قارب مع ثلاثة رجال من فصيلة استخبارات واستطلاع. التقيا على الضفة الشرقية بعناصر أمامية من فوج بنادق الحرس السوفيتي التابع للجبهة الأوكرانية الأولى، بقيادة المقدم ألكسندر جوردييف. في نفس اليوم، التقت دورية أخرى بقيادة الملازم الثاني ويليام روبرتسون مع فرانك هوف وجيمس ماكدونيل وبول ستوب بدورية سوفيتية بقيادة الملازم ألكسندر سيلفاشكو على جسر إلبه المدمر في تورجاو.
في 26 نيسان، قائد فرقة المشاة 69 من الجيش الأول، إميل راينهارد، وقائد الفرقة 58 حرس البندقية من جيش الحرس الخامس، فلاديمير روساكوف، التقيا في تورجاو، جنوب غرب برلين.  تم اتخاذ الترتيبات من أجل «مصافحة تورجاو» الرسمية بين روبرتسون وسيلفاشكو أمام المصورين في اليوم التالي، 27 أبريل.
أصدرت الحكومات السوفيتية والأمريكية والبريطانية بيانات متزامنة ذلك المساء في لندن وموسكو وواشنطن، مؤكدة من جديد تصميم القوى المتحالفة الثلاث على استكمال تدمير الرايخ الثالث.

## الاحتفالات

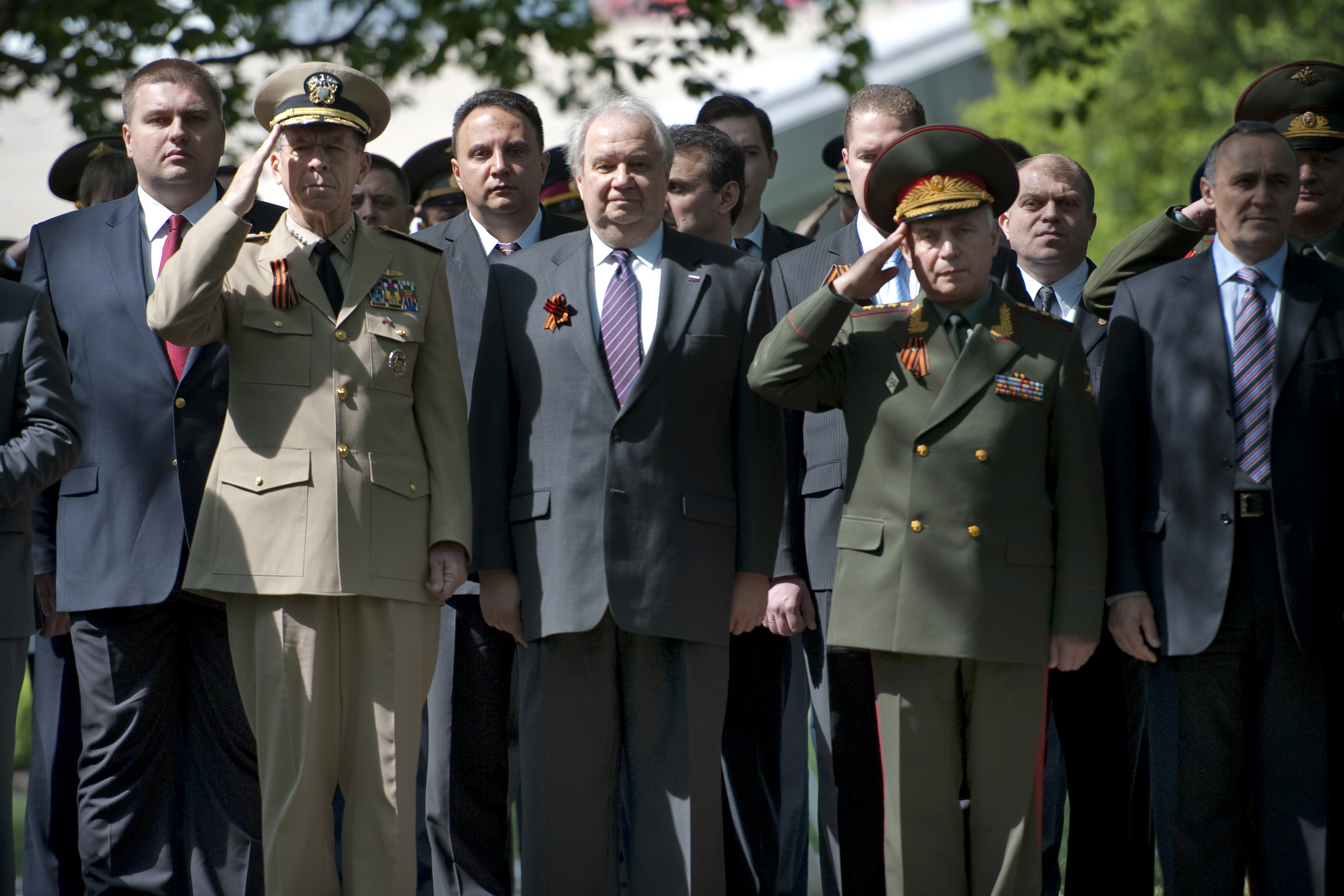
الجنرال نيكولاي ماكاروف مع الأدميرال مايك مولين والسفير الروسي لدى الولايات المتحدة سيرجي كيسلياك في مقبرة أرلينغتون الوطنية خلال احتفالات إلبه في عام 2010.

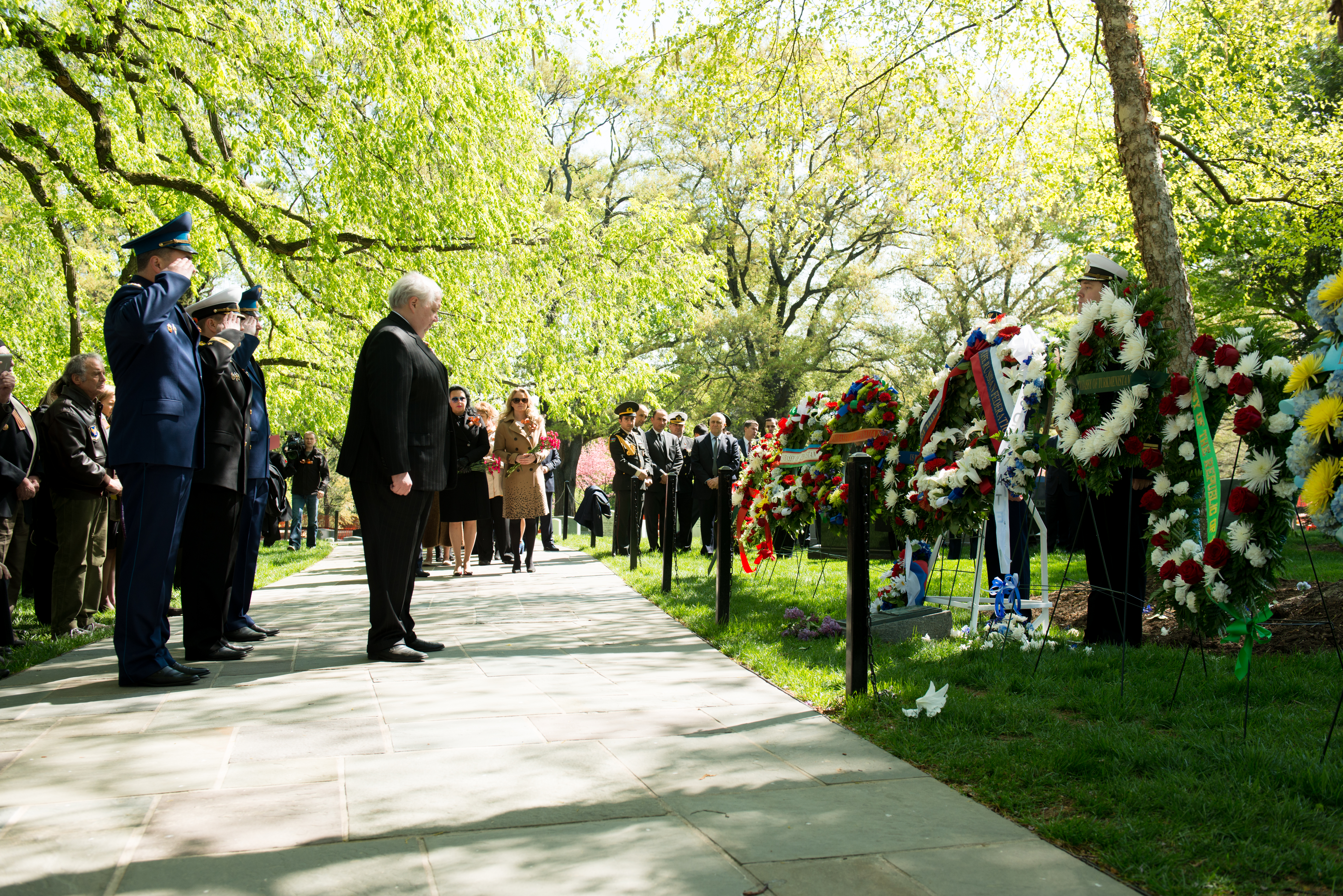
في احتفال عام 2015 بيوم إلبه، السفير الروسي سيرجي كيسلياك بعد أن وضع إكليلًا من الزهور في مقبرة أرلينغتون الوطنية.

تخلد المعالم الأثرية في تورجاو ولورنزكيرش وباد ليبنفيردا ذكرى اللقاءات الأولى بين القوات الأمريكية والسوفياتية في يوم إلبه. في الولايات المتحدة، توجد لوحة «روح الإلبه» في مقبرة أرلينغتون الوطنية لإحياء هذا اليوم.
في عام 1949، احتفل استوديو السينما السوفيتي موسفيلم بيوم إلبه في فيلم أبيض وأسود لقاء في إلبه.
خلال الحرب الباردة، كان يتم استدعاء اجتماع الجيشين كرمز للسلام والصداقة بين شعبي القوتين العظميين المتعاديين. على سبيل المثال، في عام 1961، استحضرت الأغنية الروسية الشهيرة «هل يريد الروس الحرب؟» ذكرى الجنود الأمريكيين والسوفييت الذين احتضنوا نهر إلبه.
جوزيف بولوفسكي، جندي أمريكي التقى القوات السوفيتية في يوم الإلبه، تأثر بشدة بهذه التجربة وكرس جزءًا كبيرًا من حياته لمعارضة الحرب. احتفل بيوم إلبه كل عام في مسقط رأسه في شيكاغو وقدم التماسًا إلى الأمم المتحدة لجعل 25 أبريل «يومًا عالميًا للسلام» دون جدوى. دفن رفاته في مقبرة في تورجاو.
أحيا المغني وكاتب الأغاني الأمريكي فرد سمول ذكرى جوزيف بولوسكي ويوم إلبه في أغنيته «في إلبه».
في عام 1988، وُضعت لوحة بعنوان "Der Geist der Elbe" («روح الإلب») على حجر بالقرب من تورجاو في موقع اللقاء بين قوات المشاة التاسعة والستين الأمريكية والحرس السوفيتي.
في عام 1995، أصدر الاتحاد الروسي عملة معدنية بقيمة ثلاثة روبل لإحياء الذكرى الخمسين ليوم إلبه.
بحلول عام 2010، الذكرى السنوية الخامسة والستين للحدث، أقيمت فعاليات يوم الإلبه في تورجاو سنويًا في عطلة نهاية الأسبوع الأقرب إلى 25 أبريل، مما جذب السياح إلى المدينة. في عام 2010 أيضًا، أصدر الرئيسان الأمريكي والروسي لأول مرة بيانًا مشتركًا في 25 أبريل لإحياء ذكرى يوم إلبه و«روح إلبه».  

يتم تمثيل الاجتماع في إلبه في لعبة إستراتيجية الحرب RUSE ، التي تم إصدارها في 2010 و 2011 واستندت بشكل فضفاض إلى أحداث الحرب العالمية الثانية.

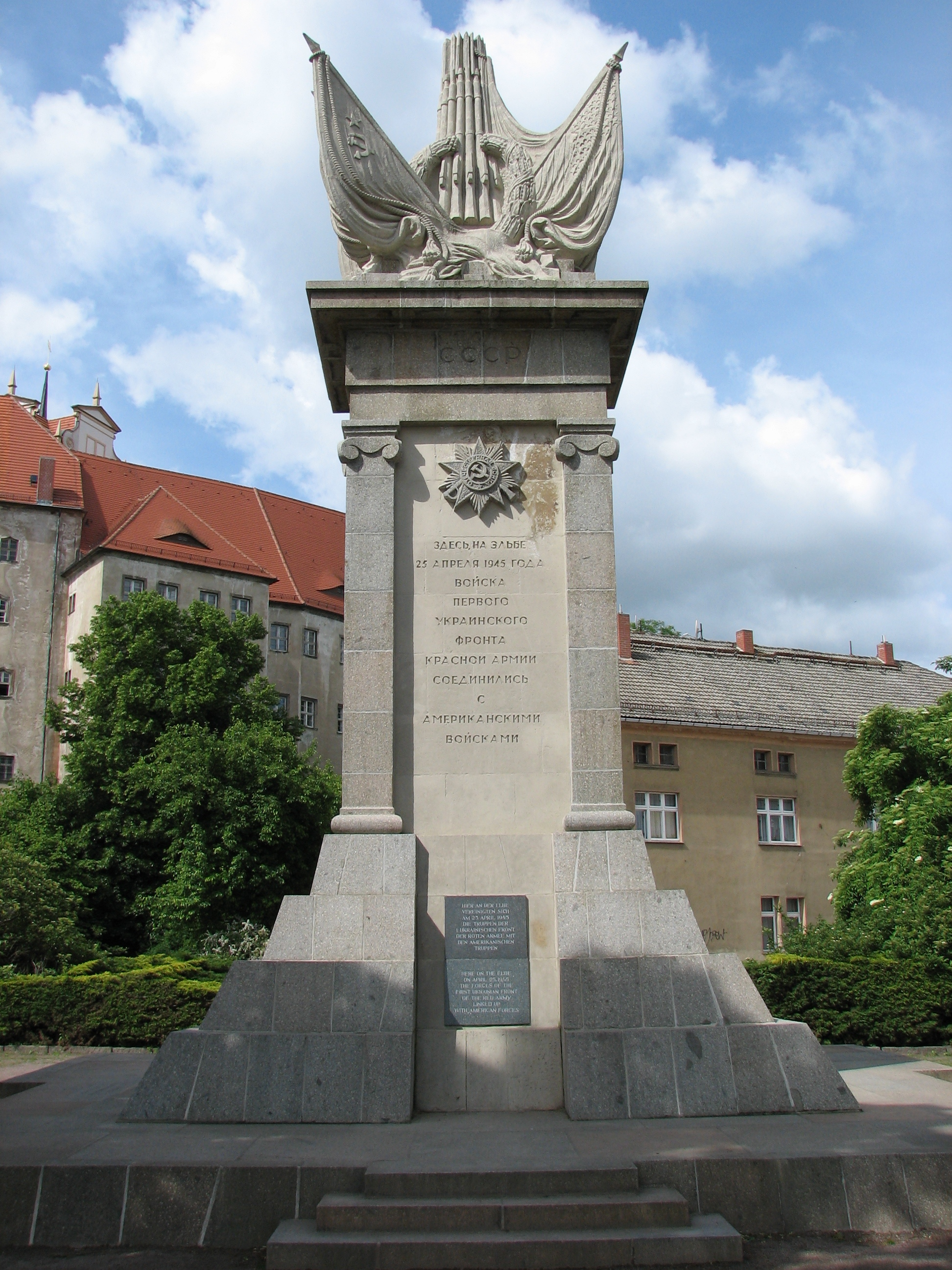
نصب تذكاري لاجتماع قوات الحلفاء، تورجاو، ألمانيا.
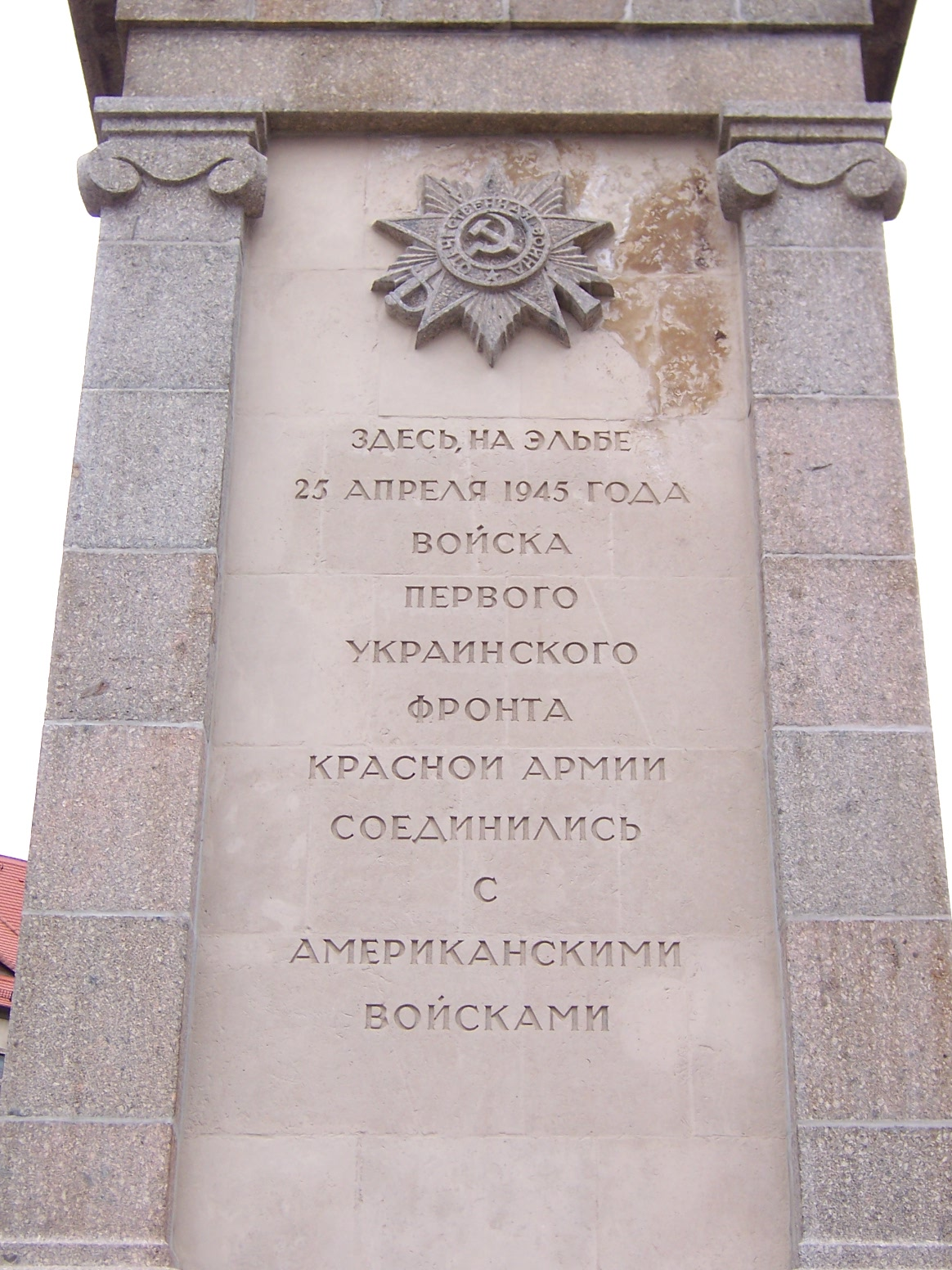
نقش روسي على نصب تورجاو.
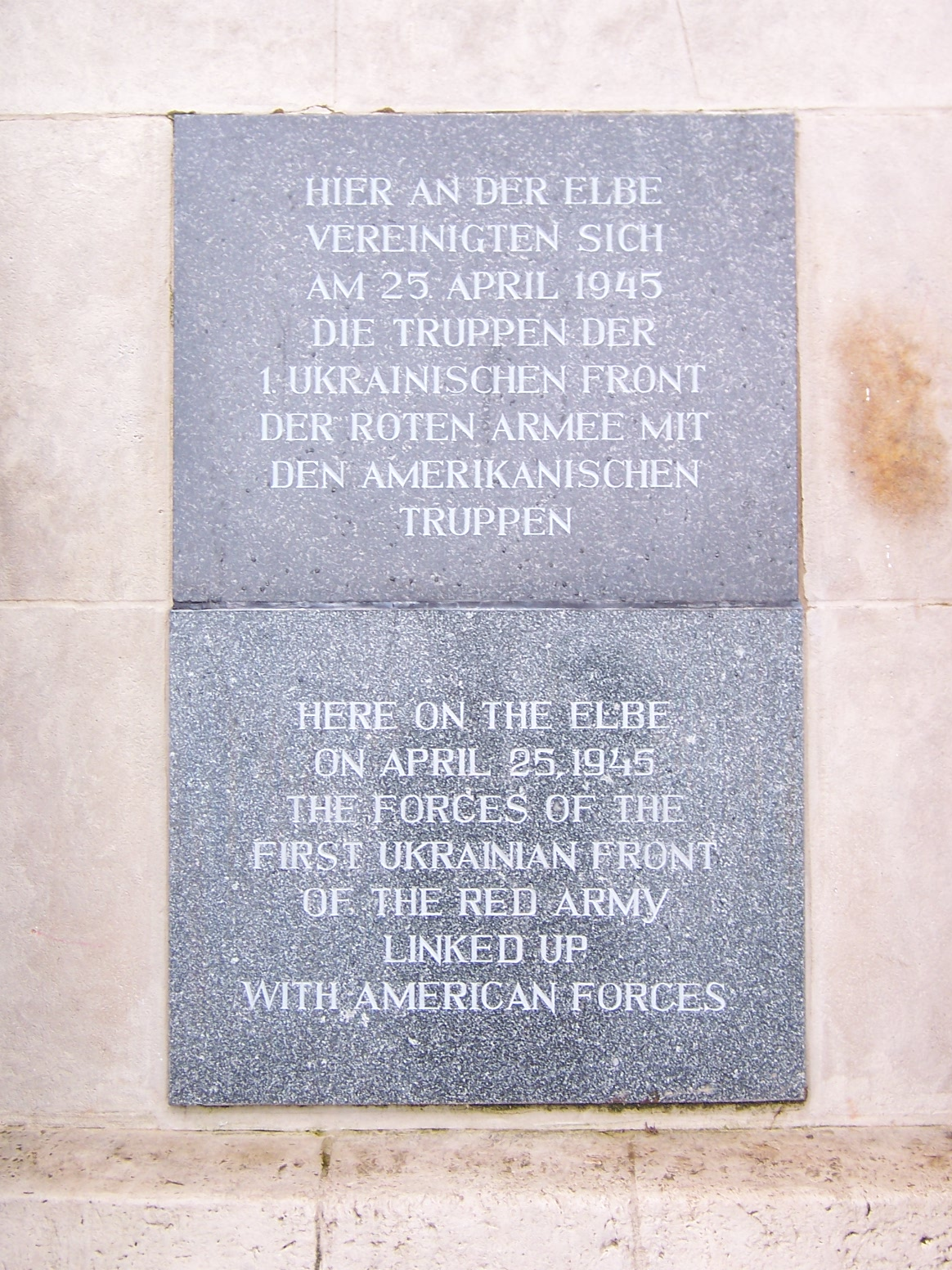
نقوش ألمانية وإنجليزية على نصب تورجاو.
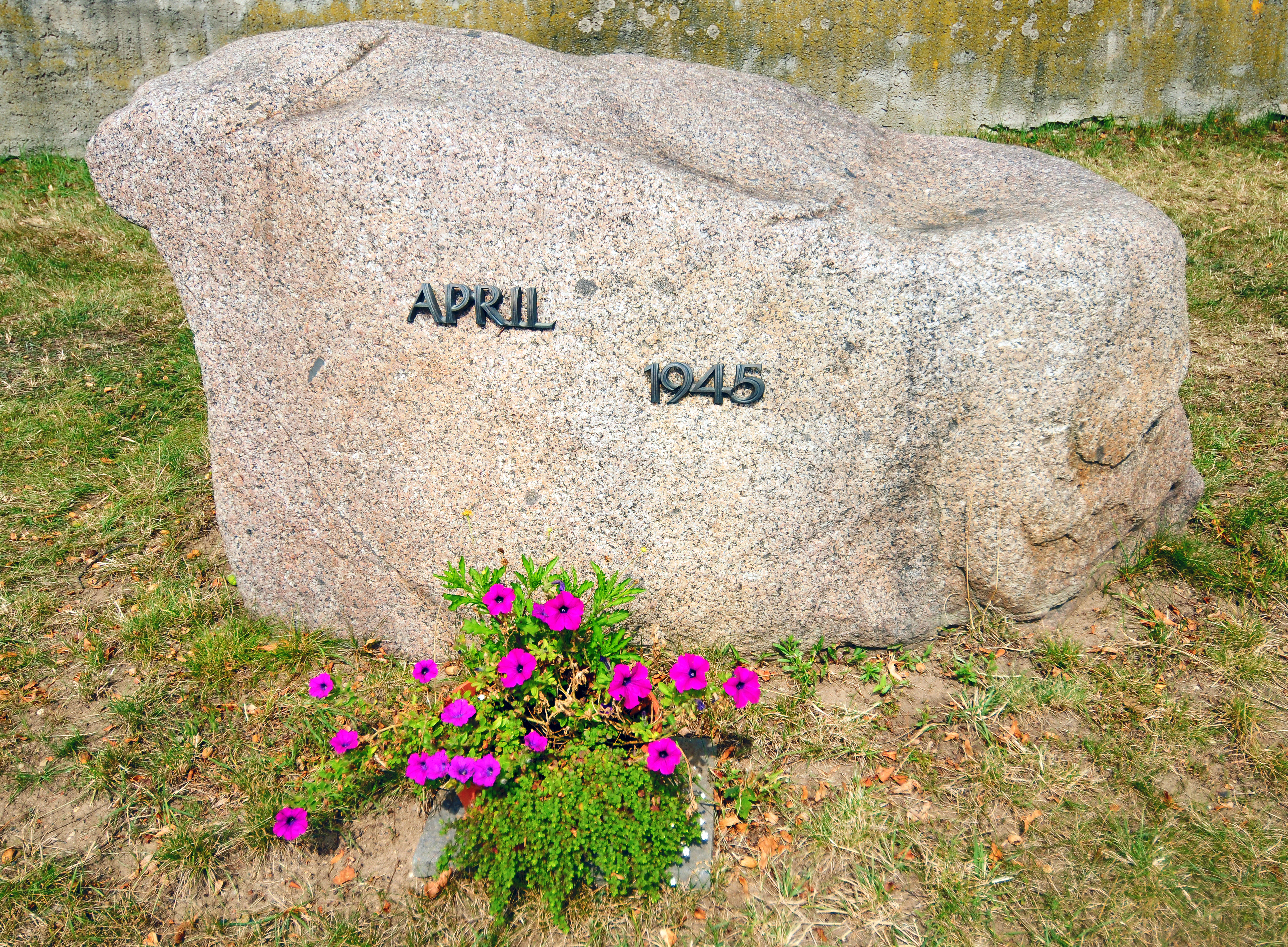
حجر تذكاري للاجئين والمدنيين الذين قتلوا في أول مكان للاجتماع في لورنزكيرش بألمانيا.
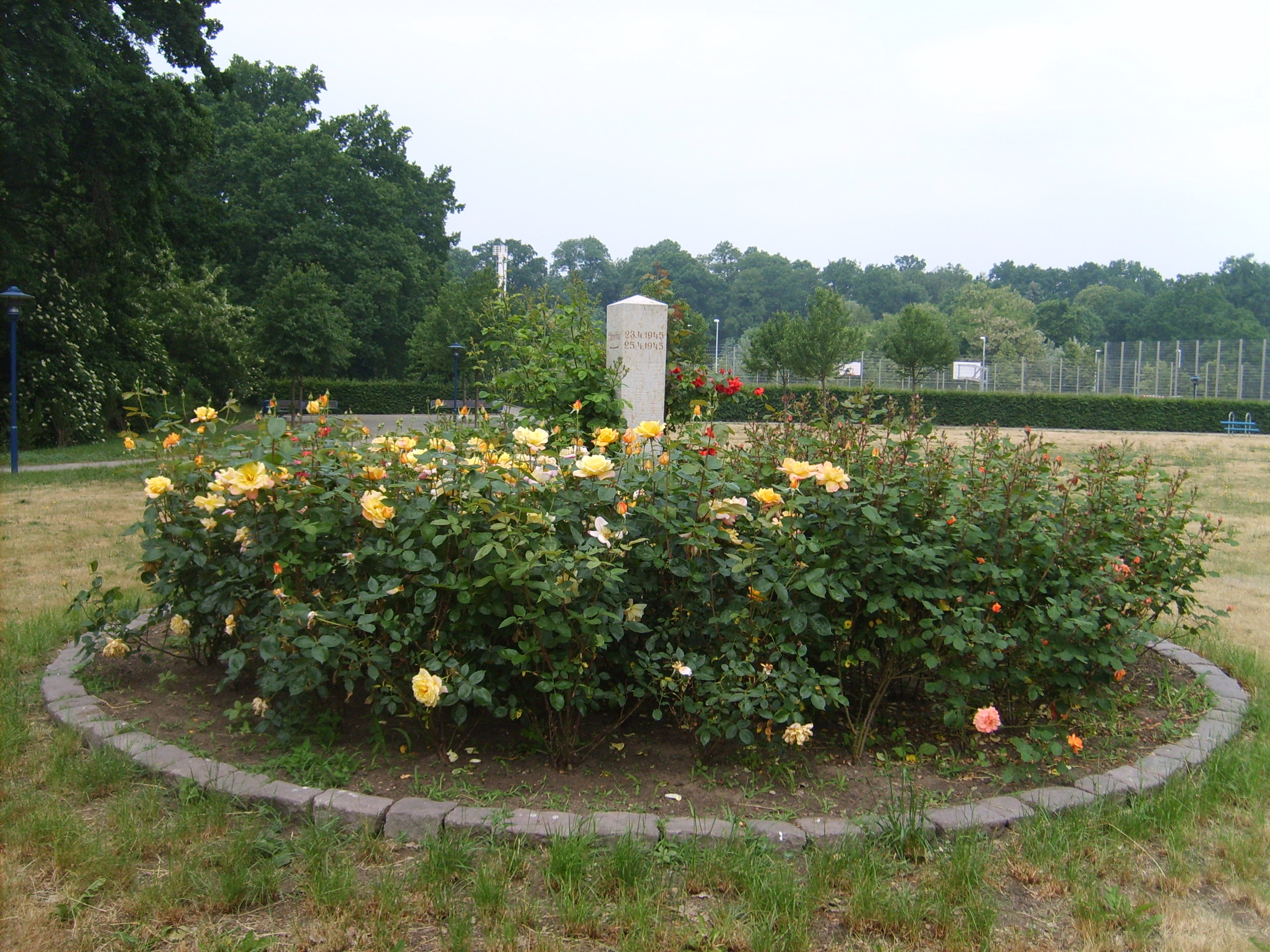
شاهد بالورود في باد ليبنفيردا، ألمانيا.
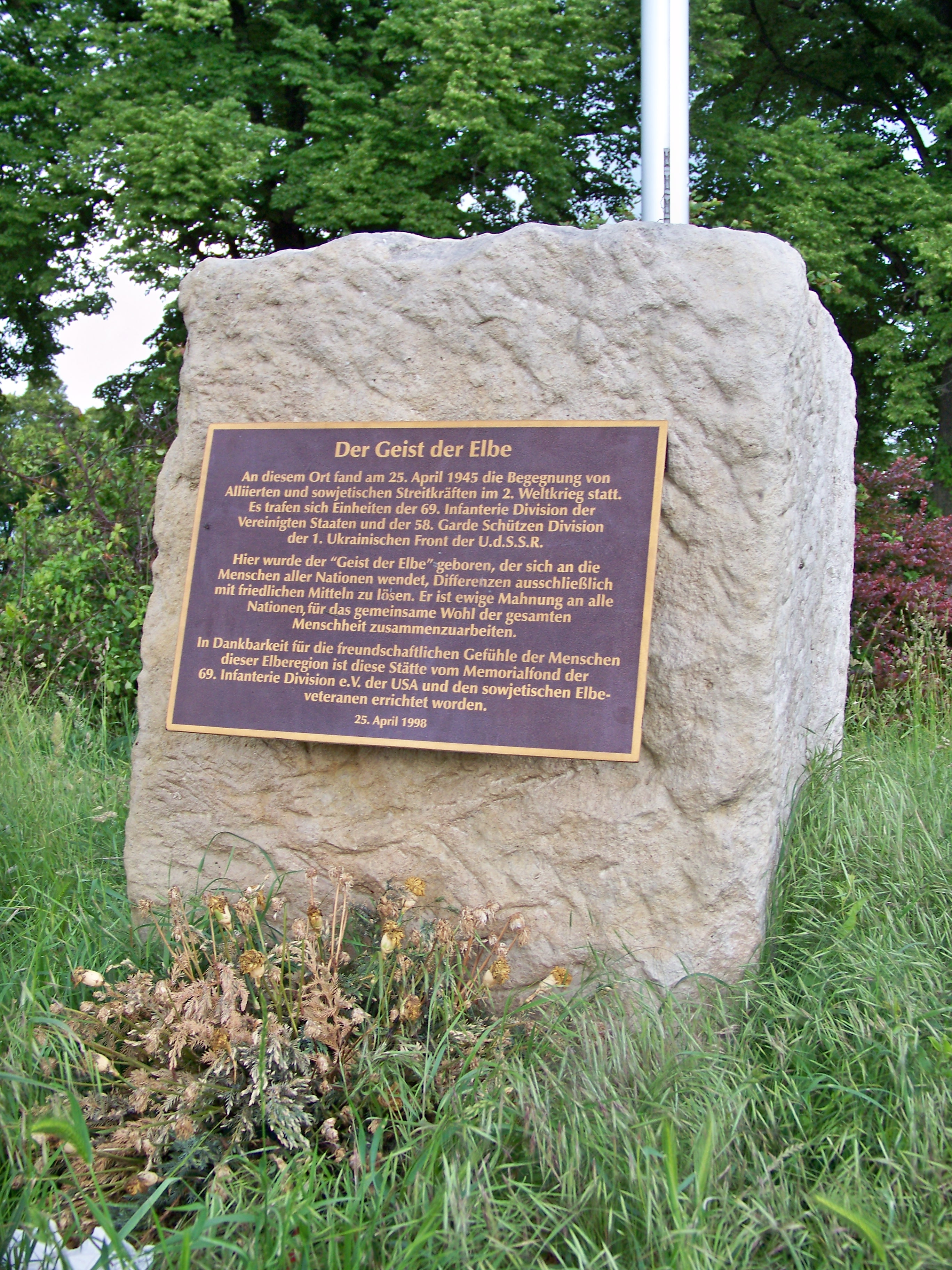
حجر تذكاري مع لوحة "روح إلبه".
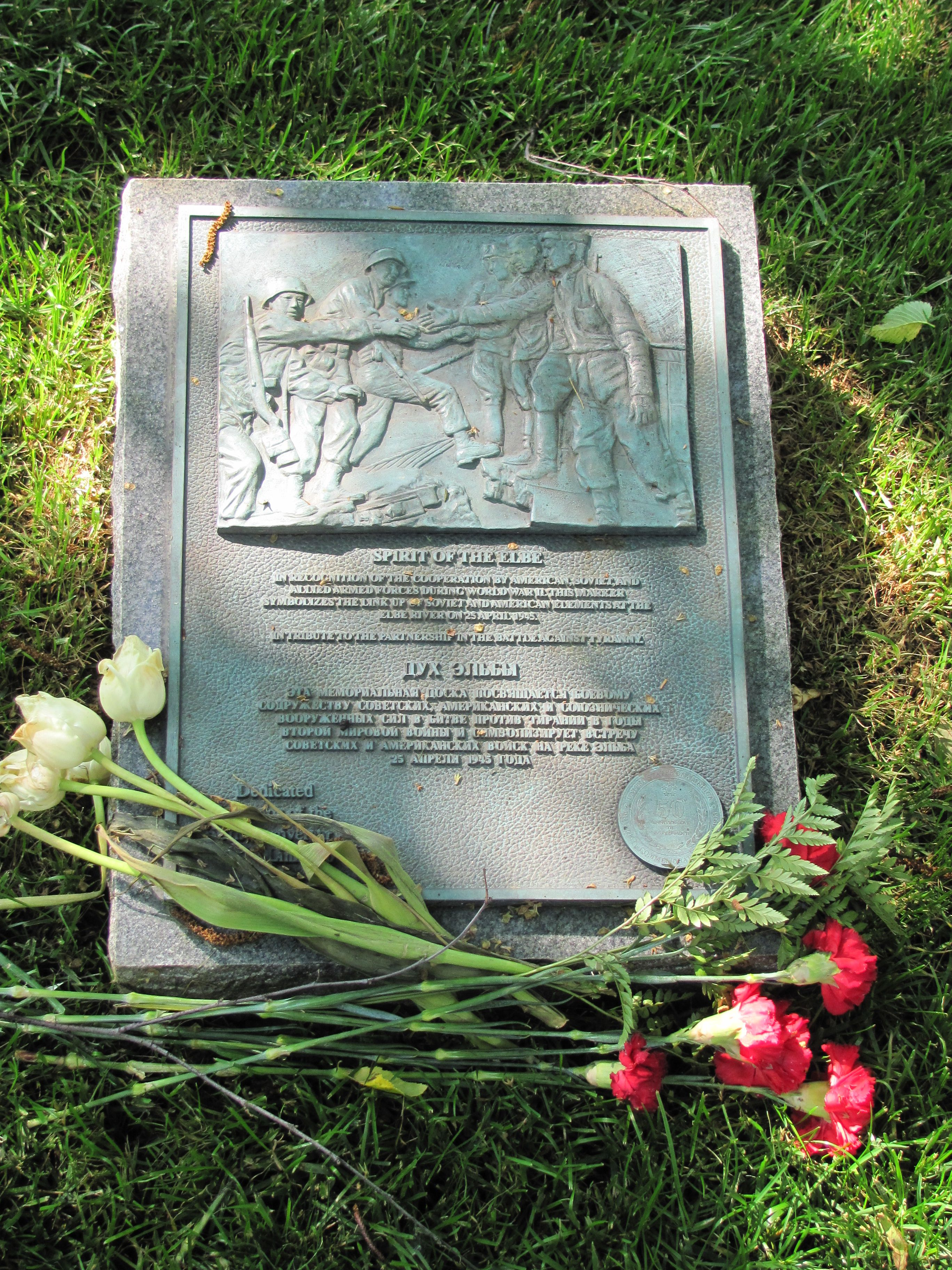
لوحة "روح إلبه"، مقبرة أرلينغتون الوطنية.
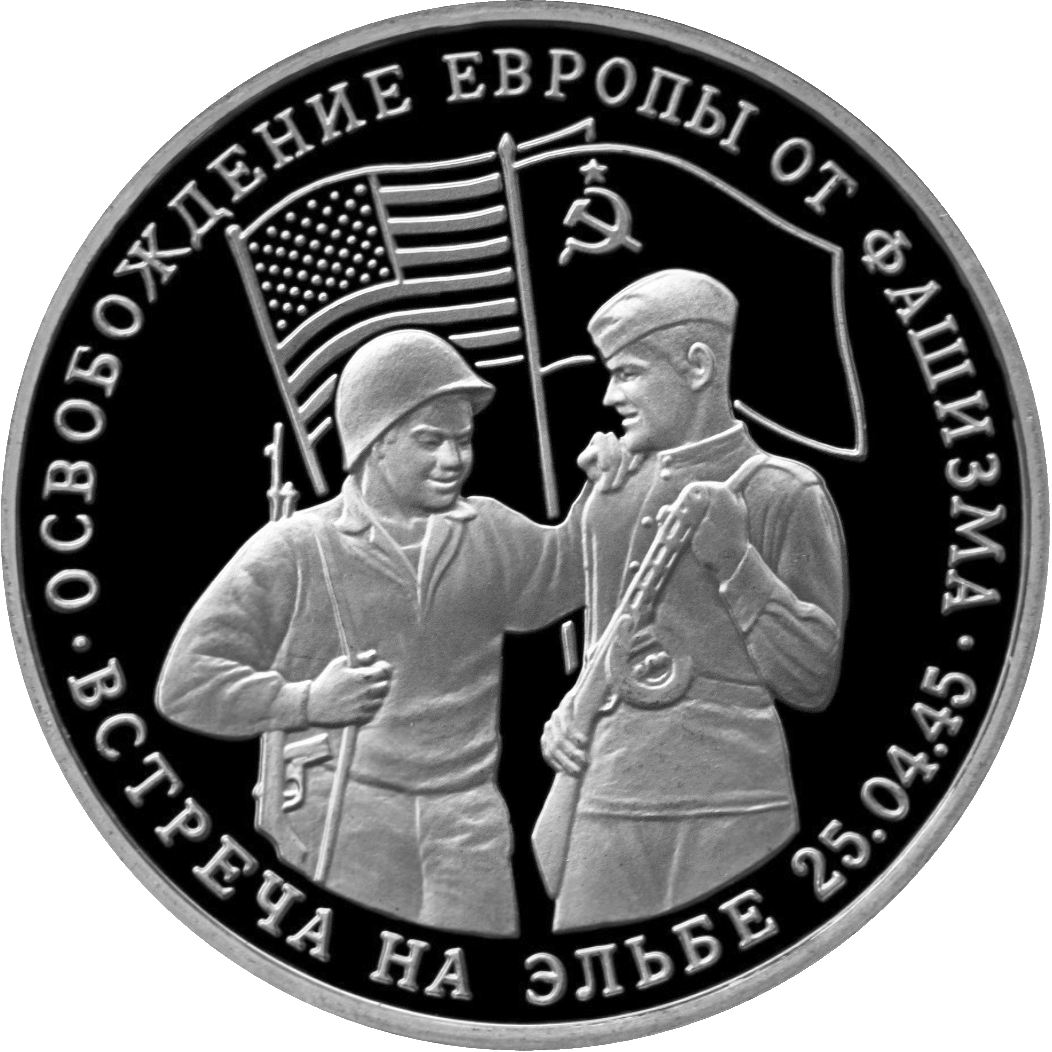
عملة تذكارية روسية، 1995.

## اقتباسات
1. ↑  Time Magazine نسخة محفوظة 29 فبراير 2016 على موقع واي باك مشين.
2. ↑  MacDonald 1973.
3. ↑  "3Rubles The Liberation of Europe from Fascism. The Meeting on the Elbe". numista.com. مؤرشف من الأصل في 2020-10-14.
4. ↑  Vetter، Rene (2010). "Elbe Day - english". مؤرشف من الأصل في 2020-10-14. اطلع عليه بتاريخ 2013-06-15.
5. ↑  "Russian and U.S. presidents issue statement marking Elbe Day 65th anniversary". وكالة أنباء نوفوستي. 25 أبريل 2010. مؤرشف من الأصل في 2012-11-04. اطلع عليه بتاريخ 2013-06-15.
6. ↑  Xuequan، Mu (26 أبريل 2010). "Medvedev, Obama issue joint statement marking 65th Elbe Day anniversary". English.news.cn. وكالة أنباء شينخوا. {{استشهاد ويب}}: الوسيط |مسار= غير موجود أو فارع (مساعدة)

## روابط خارجية
- أول اتصال لروبرتسون وسيلفاشكو على جسر إلبه المدمر في تورجاو.
- انتهت الحرب - تلتقي القوات الأمريكية والروسية في إلبه، شعب في حالة حرب، إدارة المحفوظات والسجلات الوطنية الأمريكية
- نورا فيتزجيرالد، احتفال بيوم إلبه 26 أبريل 2010، روسيا ما وراء العناوين، مقال مع عرض شرائح للصور.
- اجتماع إلبه ألمانيا الشرقية - مجلة تايم، 6 مايو 1985
- بث متزامن «تذكر الحرب» بين الولايات المتحدة والاتحاد السوفياتي / ارتباط الأقمار الصناعية لإعادة توحيد السوفيت والأمريكيين في الحرب العالمية الثانية - بيان صحفي لجامعة كاليفورنيا في 29 أبريل 1985
- نورا فيتزجيرالد، احتفال بيوم إلبه 26 أبريل 2010، روسيا ما وراء العناوين، مقال مع عرض شرائح للصور.
- اجتماع إلبه ألمانيا الشرقية - مجلة تايم، 6 مايو 1985